# Франческо Реди
Франческо Реди (на италиански: Francesco Redi) е италиански лекар, натуралист и поет.

## Биография
Роден е на 18 февруари 1626 година в Арецо, днес Италия, в семейството на Грегорио Реди и Сесилия де Гинчи. Баща му е известен лекар във Флоренция. Реди членува в Йезуитския орден, след което учи в Пизанския университет, откъдето получава докторската си степен по медицина и философия през 1647, на 21-годишна възраст. Постоянно се мести в Рим, Неапол, Болоня, Падуа и Венеция и най-накрая се установява във Флоренция. Служи като главен лекар в тосканския двор при херцог Фердинандо II Медичи и като главен фармацевт на херцогството.
Франческо Реди е автор и на няколко стихотворения. В негова чест е наречен и кратер на планетата Марс.
Умира в съня си на 1 март 1697 година в Пиза на 71-годишна възраст.

## Научна дейност
Франческо Реди е първият натуралист, който провежда опити в намерението си да опровергае теорията на Аристотел за спонтанното самозараждане на живота (абиогенезис). Той покрива гниещо месо, за да не могат мухи да снесат яйца в него, и така го предпазва от развитие на ларви. С този експеримент той доказва невъзможността мухите да се „самозародят“ от гнило месо, както се е смятало дотогава. Резултатите от неговите опити са публикувани през 1668 г. в труда му, озаглавен „Опити по произхода на насекомите“ (на италиански: Esperienze Intorno alla Generazione degl'Insetti).
Франческо Реди е известен и с изследванията си в областта на змийската отрова и паразитологията.
Заедно с Карло Роберто Дати правят първото изследване на историята на изобретяването на очилата.

### Опити на Реди
В два стъклени буркана се поставят две парчета месо с приблизително еднаква големина. Единият от бурканите се покрива с марля така, че до месото да не достигат мухи или други насекоми. Другият буркан се оставя непокрит. След известно време в буркана, който е бил отворен, се наблюдава развитието на ларви поради безпрепятственото навлизане на насекоми. В буркана, който е бил покрит, няма възникване на ларви, тъй като мухите не са имали достъп до месото, поставено в него.

## Съчинения
Поезия
- Bacco in Toscana, 1685.

Сонети
- Donne gentili, devote d'Amore.

Научни трудове
- Osservazioni intorno alle vipere, 1664.
- Esperienze intorno alla generazione degl'insetti, 1668.
- Sopra alcune opposizioni fatte alle sue osservazioni intorno alle vipere, 1670.
- Lettera intorno all'invenzione degli occhiali, 1690.